# تيري هاريسون
تيري هاريسون (بالإنجليزية: Teri Harrison)‏ هي عارضة وممثلة أمريكية، ولدت في 16 فبراير 1981 ببرادنتون في الولايات المتحدة.

## وصلات خارجية
- تيري هاريسون على موقع IMDb (الإنجليزية)
- تيري هاريسون على موقع كينوبويسك (الروسية)